# Christiaan Casper Stumph
Christiaan Casper Stumph (Aalten, 1745 - aldaar, 6 januari 1820) was in de Franse tijd in Nederland maire van Aalten van 1811 tot 1818. Hij wordt beschouwd als eerste burgemeester van de gemeente Aalten.

## Biografie
Christiaan Caspar Stumph werd te Aalten gedoopt op 14 februari 1745, als zoon van Abraham Stumph en Elisabeth Ovink. Voor 1784 trouwde hij met Jeanne Lesturgeon, met wie hij ten minste één kind kreeg, Abraham Antoni. In 1795 werd hij beschuldigd van de aanval op Ten Holte en gevangengezet. Een maand later werd hij vrijgelaten omdat zijn schuld niet bewezen was. Stumph was goed bevriend met de Freule van Dorth die in 1799 te Winterswijk werd geëxecuteerd.
In de periode 1811 tot 1818 was hij burgemeester, of zoals in de Franse tijd werd genoemd Maire, van Aalten. Op 14 mei 1819 trouwde hij te Aalten op een leeftijd van 74 jaar met de 30-jarige Caatjen Weversborg. Voor zover bekend bleef hun huwelijk kinderloos.

## Grafheuvel

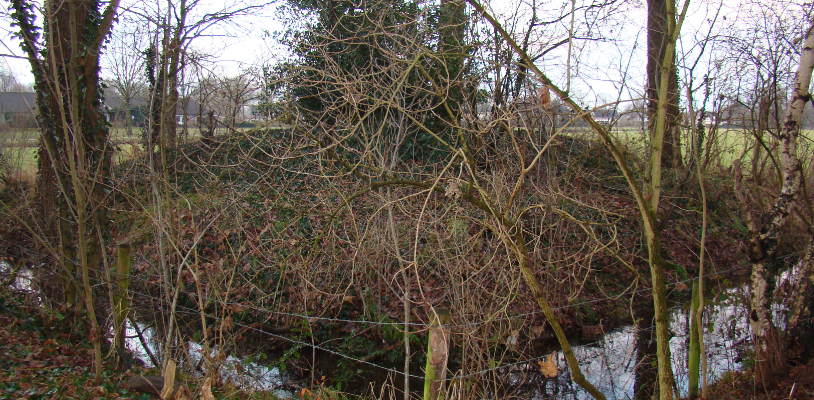
Grafheuvel aan het Nannielaantje bij Aalten

Stumph is overleden op 6 januari 1820. Zijn laatste wens was begraven te worden op het oude Smees. Daar had hij een particuliere begraafplaats laten aanleggen, omdat hij zich ergerde aan de wantoestanden van het begraven in of bij de kerken. Naast Christiaan Casper liggen ook schoonzoon Johan Christiaan Rost en twee jong gestorven kinderen van Servaas van Leuven, arts in Aalten, die met de dochter van kapitein Rost was gehuwd.